# Alfred Powlesland
Alfred James Powlesland , né le 7 août 1875 à Newton Abbot et mort le 25 mars 1941 à Chudleigh, est un joueur britannique de cricket. 

## Biographie
Alfred Powlesland joue à Exeter en 1900. Il participe à l'unique match de cricket aux Jeux olympiques en 1900 à Paris. La Grande-Bretagne bat la France par 158 courses et remporte donc la médaille d'or.